# Eleição da cidade-sede dos Jogos Olímpicos de Verão de 1996
A eleição da cidade-sede dos Jogos Olímpicos de Verão de 1996 ocorreu em 18 de setembro de 1990, durante a 96ª Sessão do COI, realizada em Tóquio, Japão. Seis cidades eram candidatas:
- Atenas
- Atlanta
- Belgrado
- Manchester
- Melbourne
- Toronto

A votação seguiu o procedimento habitual: na primeira rodada, cada membro do COI com direito a voto escolheria uma das seis candidatas. No final, caso nenhuma atingisse a maioria absoluta, a menos votada era eliminada e a votação recomeçava com as restantes, até que essa condição fosse satisfeita, o que só aconteceu na última rodada, com a vitória de Atlanta sobre Atenas, sede dos Jogos Olímpicos de Verão de 1896 e favorita para sediar os Jogos do Centenário.

## Eleição

### Processo de candidatura
A campanha de Atlanta para sediar os Jogos de Verão começou em 1987 e foi considerada "azarão", já que os Estados Unidos haviam recém-sediado os Jogos Olímpicos de Inverno de 1980 em Lake Placid e os Jogos Olímpicos de Verão de 1984 em Los Angeles, e estavam no início da campanha de Salt Lake City para sediar os Jogos Olímpicos de Inverno de 1998. As principais rivais foram Toronto, cuja campanha começou em 1986 e estava bem cotada após o Canadá ter tido sucesso nas Olimpíadas de Inverno de Calgary, em 1988 e Melbourne, na Austrália, que sediou os Jogos Olímpicos de Verão de 1956. A candidatura de Atenas era considerada favorita pelo lado sentimental, já que esta edição seria a comemorativa do 100º aniversário da primeira edição dos Jogos Olímpicos da Era Moderna realizados na Grécia, em 1896.

### Candidatura
Em 1987, Billy Payne, um advogado de Atlanta e ex-jogador de futebol universitário teve a ideia de indicar sua cidade para sediar os Jogos Olímpicos de Verão de 1996. O plano de Payne foi de fato aprovado pelo então prefeito de Atlanta, Andrew Young, que imediatamente procurou apoio financeiro de empresas locais. Payne tornou-se diretor do comitê organizador local e apresentou a sua candidatura para o Comitê Olímpico dos Estados Unidos (USOC), propondo a hospitalidade e o patrimônio cultural da cidade, local de nascimento de Martin Luther King. A comissão também quis promover a imagem da cidade, desempenhando um papel importante no mundo. Atlanta seguiu o mesmo modelo estabelecido pelos Jogos Olímpicos de Verão de 1984 em Los Angeles.
Em 29 de abril de 1988, Atlanta concorreu na seleção interna das cidades americanas pelo USOC com outras catorze aspirantes em Washington. Na última rodada derrotou Minneapolis-Saint Paul. Em 1988, nos Jogos Olímpicos de Seul, uma delegação sob o comando de Young e Payne teve o primeiro contato com o COI. Na fase de aplicação, esta comissão teve de lidar com várias questões que foram levantadas contra a escolha dos Jogos em Atlanta. Primeiro, o pedido apresentado por Atenas para poder sediar os jogos do centenário. Outros críticos argumentavam que não havia passado tempo suficiente desde os Jogos Olímpicos de Los Angeles, em 1984, para uma nova sede olímpica nos Estados Unidos. Atlanta também foi criticada por não ter uma grande tradição esportiva. A fim de dissipar as críticas, os representantes do Comitê Organizador de Atlanta (AOC) estreitaram contato com os membros do COI. Além disso, o prefeito de Atlanta, Young, tinha uma grande reputação com as nações do terceiro mundo, o que foi benéfico para a escolha.

### A eleição
| Resultados da eleição da cidade-sede dos Jogos da XXVI Olimpíada | Resultados da eleição da cidade-sede dos Jogos da XXVI Olimpíada | Resultados da eleição da cidade-sede dos Jogos da XXVI Olimpíada | Resultados da eleição da cidade-sede dos Jogos da XXVI Olimpíada | Resultados da eleição da cidade-sede dos Jogos da XXVI Olimpíada | Resultados da eleição da cidade-sede dos Jogos da XXVI Olimpíada | Resultados da eleição da cidade-sede dos Jogos da XXVI Olimpíada |
| ---------------------------------------------------------------- | ---------------------------------------------------------------- | ---------------------------------------------------------------- | ---------------------------------------------------------------- | ---------------------------------------------------------------- | ---------------------------------------------------------------- | ---------------------------------------------------------------- |
| Cidade                                                           | CON                                                              | 1ª rodada                                                        | 2ª rodada                                                        | 3ª rodada                                                        | 4ª rodada                                                        | 5ª rodada                                                        |
| Atlanta                                                          | Estados Unidos                                                   | 19                                                               | 20                                                               | 26                                                               | 34                                                               | 51                                                               |
| Atenas                                                           | Grécia                                                           | 23                                                               | 23                                                               | 26                                                               | 30                                                               | 35                                                               |
| Toronto                                                          | Canadá                                                           | 14                                                               | 17                                                               | 18                                                               | 22                                                               | -                                                                |
| Melbourne                                                        | Austrália                                                        | 12                                                               | 21                                                               | 16                                                               | -                                                                | -                                                                |
| Manchester                                                       | Grã-Bretanha                                                     | 11                                                               | 5                                                                | -                                                                | -                                                                | -                                                                |
| Belgrado                                                         | Iugoslávia                                                       | 7                                                                | -                                                                | -                                                                | -                                                                | -                                                                |

A votação ocorreu na 96.ª Sessão do Comitê Olímpico Internacional em Tóquio, no Japão. Esta foi uma das votações mais apertadas até então, onde Atlanta se impôs após cinco rodadas. Atenas esteve em vantagem nas três primeiras rodadas de votações, mas as eliminações de Belgrado, Manchester, Melbourne e, sobretudo, Toronto desviaram o voto a favor da cidade americana, que ganhou por 51 a 35 votos.
A escolha provocou protestos acreditando-se que os executivos do Comitê Organizador de Atlanta haviam usado o poder financeiro da cidade – sede mundial da Coca-Cola, principal patrocinador do evento e da CNN, um dos principais canais de televisão do mundo – para pressionar os membros da entidade a conceder-lhes a honra de sediar a Olimpíada secular, em detrimento da verdadeira cidade que representava o espírito olímpico.
O Comitê Olímpico Internacional alegou que o motivo da escolha de Atlanta foi por acreditar que a Grécia não teria condições de organizar novamente os Jogos, já que mesmo o país sendo membro da União Europeia, tinha uma infraestrutura deficiente para sediar o evento em um curto prazo. Mesmo assim, ficou a impressão desta escolha ter sido baseada no poder financeiro e no potencial de comercialização desta edição, o que resultou numa inédita antipatia por uma cidade-sede de Jogos Olímpicos.
A derrota para a metrópole de negócios foi considerada como um insulto pelos gregos, que então anunciaram nunca mais se candidatar aos Jogos Olímpicos. Isto iria evaporar-se com a proposta vencedora para sediar os Jogos Olímpicos de Atenas 2004. A decisão de Atlanta, também expressa uma crítica ao COI, que pareceu como uma venda, o lucro dos membros do COI, que se comprometeram a aplicar contra os valores tradicionais do movimento olímpico.Além disso, em 1991, o jornal USA Today publicou que Robert Helmick, um representante influente do comitê de candidatura de Atlanta, aceitou uma taxa de consultoria de U$ 300.000, a fim de forçar a inclusão do golfe no programa olímpico.